# Bietigheim-Bissingen
Bietigheim-Bissingen város Németországban, azon belül Baden-Württembergben. 1975. január 1-jén jött létre Bietigheim és Bissingen an der Enz egyesítése révén. Lakosainak száma 43 808 fő (2023. december 31.). Bietigheim-Bissingen Markgröningen és Sachsenheim községekkel határos.

## Népesség
A település népessége az elmúlt években az alábbi módon változott:
| Lakosok száma | 24 045 | 31 618 | 34 790 | 34 385 | 36 820 | 39 706 | 40 631 | 42 515 | 42 210 | 43 808 |
|               | 1961   | 1968   | 1974   | 1981   | 1987   | 1994   | 2000   | 2007   | 2013   | 2023   |

## Közlekedés

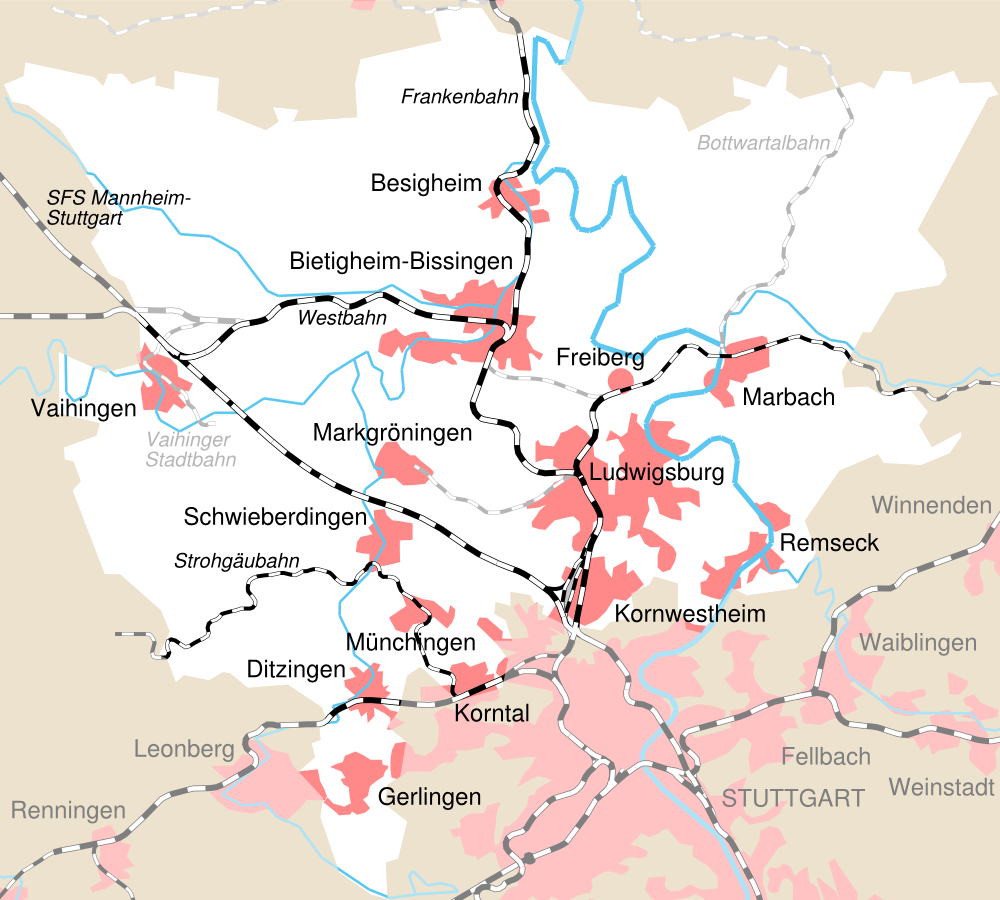
Ludwigsburg járás vasútvonalai

### Közúti közlekedés
A várost érinti az A81-es autópálya (Heilbronn–Stuttgart–Singen) .